# Mangoro
De Mangoro is de grootste rivier van de oostkust van Madagaskar. De rivier heeft een lengte van ongeveer 300 kilometer. 
De rivier ontspringt op een hoogte van ongeveer 1100 meter ten noordoosten van de stad Anjozorobe in de regio Analamanga op de zuidelijke hellingen van het Angavo Angajmassief. De rivier stroomt eerst naar het zuiden, om 200 kilometer verderop, bij Sandranadra, zijrivier Onive van rechts op te nemen, waarna de rivier haar loop met een grote bocht naar het oosten verlegt. Ongeveer 50 kilometer verderop stroomt op ongeveer 700 meter hoogte bij de plaats Ampasimadinka de tweede belangrijke zijrivier, de Nosivolo, in vanaf de rechterzijde. De rivier mondt bij het dorp Ambodiharina uit in de Indische Oceaan. 
Nabij de monding wordt de rivier doorsneden door het Canal des Pangalanes. Ten westen van Moramanga wordt het kanaal overspannen door de RN 2 en een spoorbrug. In rustige stukken van de rivier leven nog enkele nijlkrokodillen, maar hun aantal neemt nog steeds af.
Vanwege de vele zijrivieren kent de rivier een hoge waterafvoer, hetgeen de rivier populair maakt bij rafters. In 2012 werd bekend dat het Canadese ertsbedrijf Sherritt International het water van de rivier wil gebruiken voor een slurryleiding voor haar delfstofwinning bij Ambatovy, wat onrust veroorzaakte bij milieuactivisten.

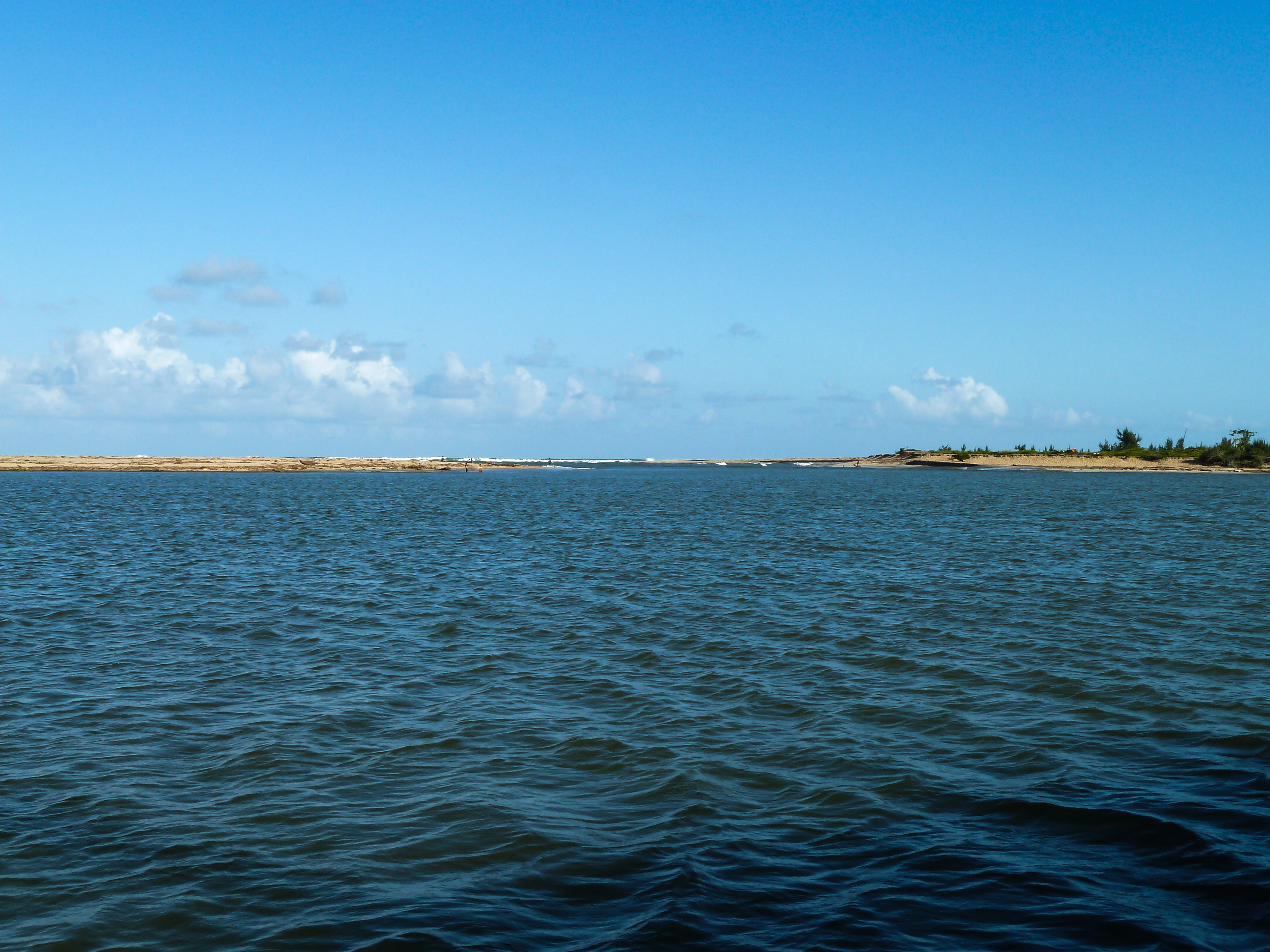
Monding van de Mangoro in de Indische Oceaan gezien vanaf het Canal des Pangalanes. Op de achtergrond de branding van de oceaan.

- Virtual International Authority File: 315129829